# Knihovna Freisinského dómu
Knihovna Freisinského dómu (německy Dombibliothek Freising či zkratkou DBF) je centrální knihovna arcidiecéze mnichovsko-freisinské. Patří k největším církevním knihovnám v Německu. Nachází se v těsné blízkosti Freisinského dómu na tzv. Dombergu.
Knihovna byla založena v druhé polovině 8. století biskupem Arbeem z Freisingu. Místní skriptorium dosáhlo vrcholu své produktivity za biskupů Hitta a Erchanberta. Roku 1448 byl založen první větší knihovní sál, který byl později v roce 1732 přestavěn pod vedením zednického mistra Johanna Lorenze Hirschstöttera a štukatéra Thomase Glasla (žáka Johanna Baptisty Zimmermanna). Po sekularizace v roce 1802 připadl knihovní fond bavorskému království a historické exempláře byly převezeny do Mnichova. Mladší knihy byly předány nově vzniklému klerikálnímu semináři z roku 1826, který sídlil v bývalé knížecí-biskupské rezidenci. Roku 1857 byla knihovna povýšena na knihovnu arcidiecéze mnichovsko-freisinské, avšak kvůli existenci nedaleké knihovny Filozoficko-teologické vysoké školy se nestala ve městě dominantním vzdělávacím centrem.

Od roku 1946 bylo započato s novou katalogizací knihovního fondu. Roku 1974 byla knihovna přemístěna do nově vzniklých prostor v diecézním muzeu. 17. května 1994 byla kardinálem Friedrichem Wetterem vysvěcena budova bývalé knížecí-biskupské konírny, kam se knihovna přesunula a kde má dnes hlavní sídlo. Od roku 2008 tvoří Knihovna Freisinského dómu společně s knihovnou metropolitní kapituly v Mnichově centrální diecézní knihovny mnichovsko-freisinské arcidiecéze.
Dnes má knihovní fond přes 322 tisíc svazků; z toho 345 rukopisů, 3215 partitur a 225 inkunábulí. Od roku 1994 pod knihovna spadá také knižní fond freisinského historického spolku.

Od začátku dubna 2009 je barokní knihovní sál z důvodu rozsáhlé rekonstrukce pro veřejnost uzavřen (vyjma moderní studovny). Po rekonstrukci připadne část prostor Dom-Gymnasiu. V únoru 2009 byla v uzavřeném barokním traktu otevřena konzervátorská dílna.

## Galerie

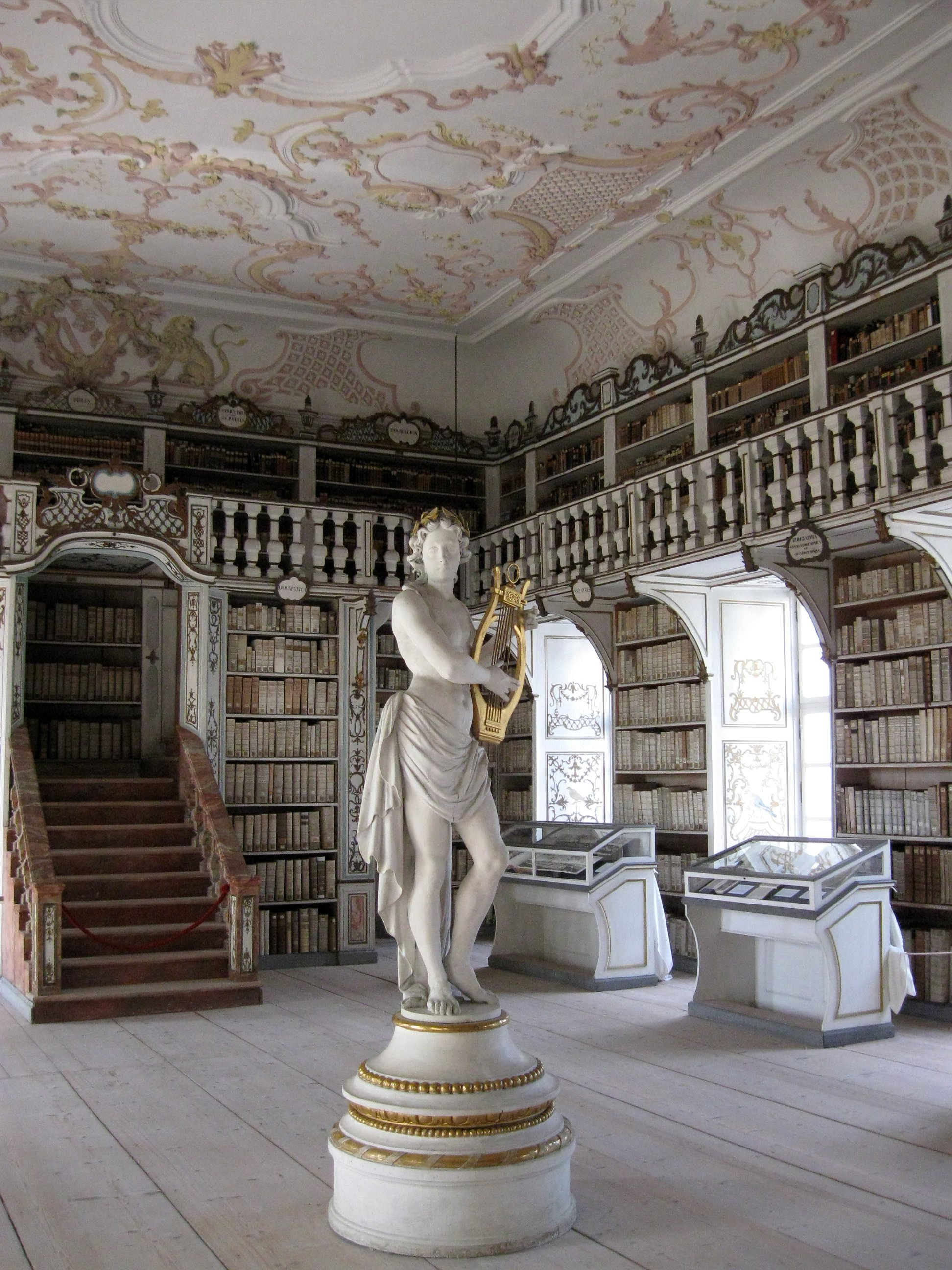
Barokní knihovní sál
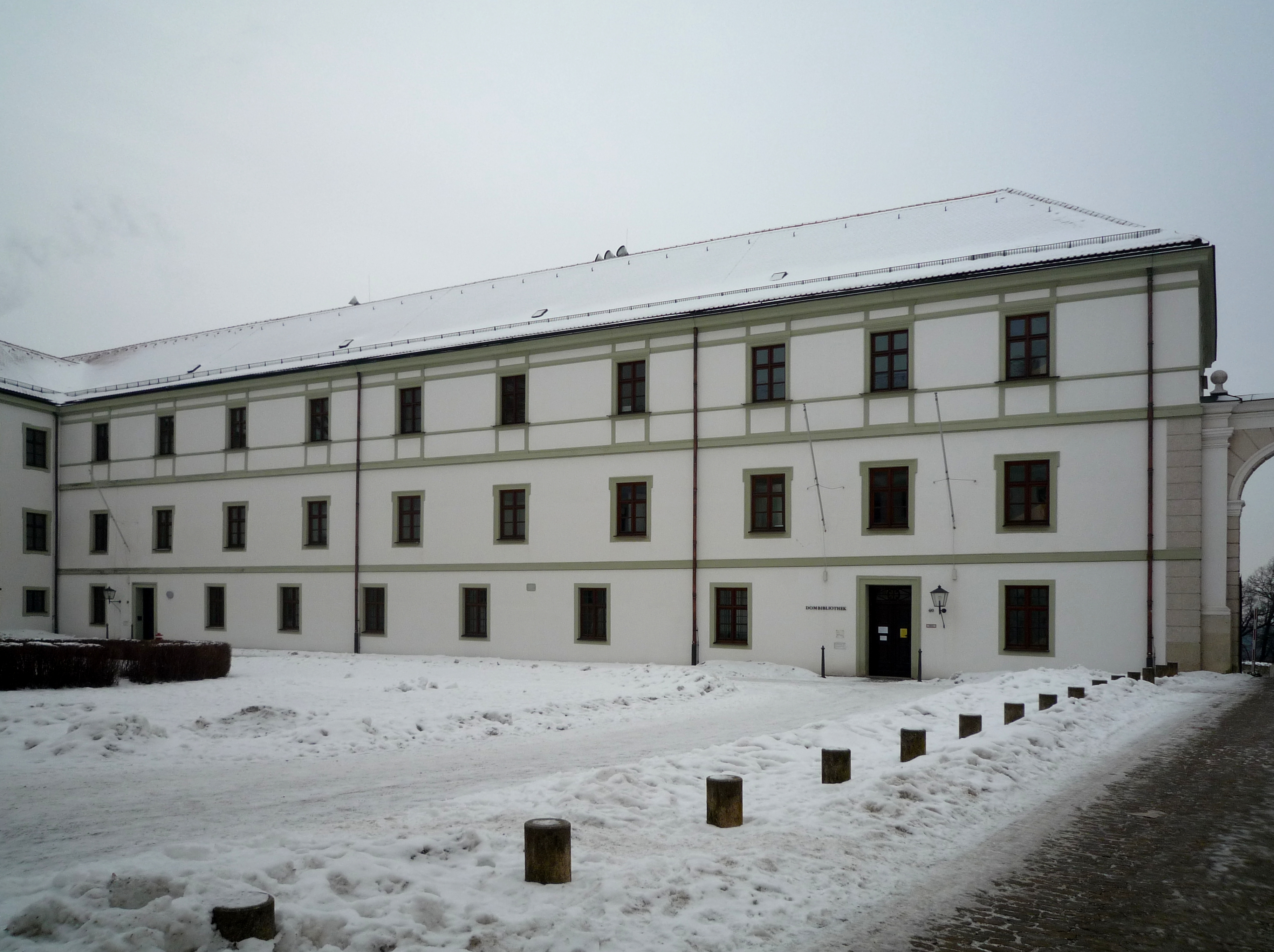
Knížecí-biskupská konírna